# بلير إيكن
بلير إيكن (بالإنجليزية: Blair Aiken)‏ هو سائق سباق أمريكي، ولد في 2 سبتمبر 1956.

## وصلات خارجية
- بلير إيكن على موقع Racing-Reference.info (الإنجليزية)